# Tavríiske (Crimea)
|  | Per a altres significats, vegeu «Tavrítxeskoie». |

Tavríiske (en (ucraïnès): Таврійське, en rus: Таврическое) és un poble de la República Autònoma de Crimea a Ucraïna, que el 2014 tenia 912 habitants. Pertany al districte rural de Krasnoperekopsk. Fins al 1948 la vila es deia Kalantxak.